# Sulmierzyce
Sulmierzyce là một thị trấn thuộc huyện Krotoszyński, tỉnh Wielkopolskie ở trung-tây Ba Lan. Thị trấn có diện tích 29 km². Đến ngày 1 tháng 1 năm 2011, dân số của thị trấn là 2859 người và mật độ 98 người/km².